# Lista najwyższych budynków w Jokohamie

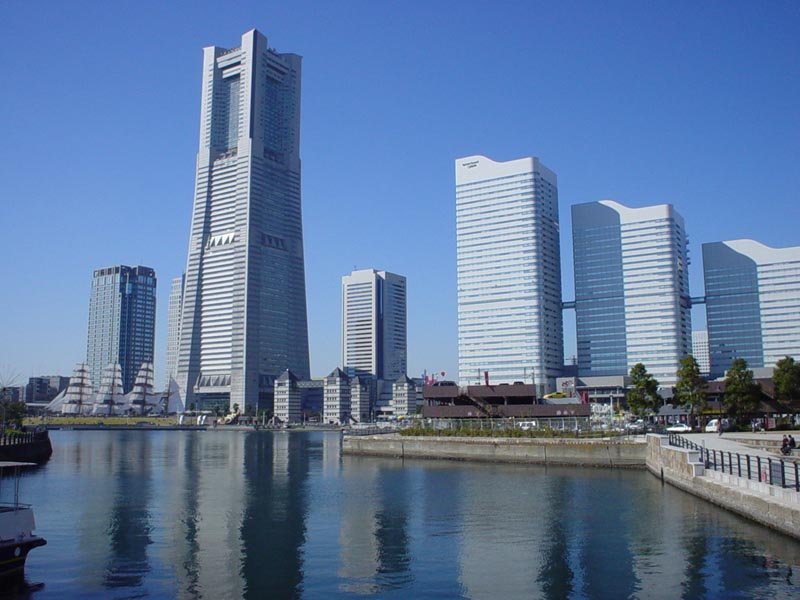
Nowoczesna dzielnica Minato Mirai 21, po lewej widoczny budynek Landmark Tower. Po prawej budynki Queen's Tower A, B oraz C.

Jokohama jest drugim co do liczby mieszkańców miastem w Japonii. W Jokohamie znajduje się drugi najwyższy obecnie wieżowiec w tym kraju – Yokohama Landmark Tower. Obecnie znajduje się tutaj 7 budynków o wysokości przekraczającej 150 metrów. Ponad 100 metrów osiąga 25 kolejnych budynków. Pierwszym przekraczającym 100 metrów wysokości budynkiem był biurowiec Yokohama Tenri Building ukończony na początku lat 70. Na kolejny tak wysoki budynek miasto musiało czekać do początku lat 90., kiedy to nastąpił w całej Japonii boom budowlany na wysokie biurowce. Jokohama wzbogaciła się w ciągu tej dekady o 14 nowych budynków – przeważnie biurowców. Zgodnie ze światowym trendem na początku XXI wieku wśród budowanych obiektów zaczęły przeważać budynki mieszkalne. Obecnie wśród 10 najwyższych 3 są budynkami mieszkalnymi, a 2 hotelami. Oba hotele powstały jeszcze w latach 90., podczas gdy nowoczesne apartamentowce już na początku XXI wieku.
Yokohama Tenri Building Ukończony został w 1972 roku i pozostawał najwyższym budynkiem w mieście do roku 1991, gdy ukończony został budynek Yokohama Grand Inter-Continental Hotel. W następnym roku przewyższył go Shin Yokohama Prince Hotel. Ten również pozostawał najwyższym przez jeden rok, ponieważ w 1993 roku ukończona została budowa Yokohama Landmark Tower, który stał się nie tylko najwyższym budynkiem w mieście, lecz także w całej Japonii. Budynek ten stracił swoją pozycję, na rzecz wybudowanego w Osace – Abeno Harukas (300m)

## 10 najwyższych budynków

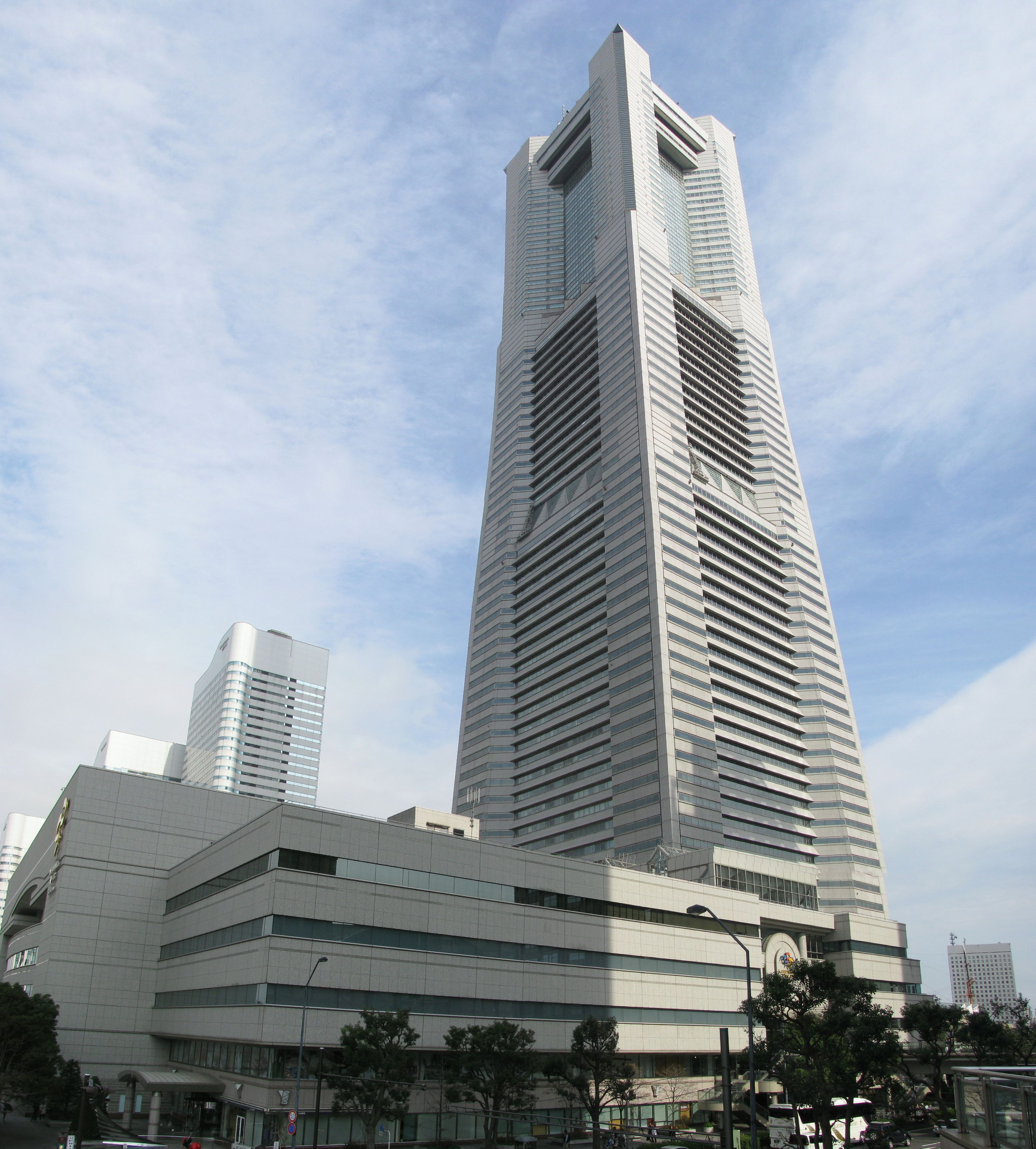
Yokohama Landmark Tower, najwyższy budynek w całej Japonii do czasu wybudowania w Osace budynku Abeno Harukas (300 m)

| Rank. | Nazwa                                         | Wysokość (m) / (ft) | Liczba pięter | Rok budowy |
| ----- | --------------------------------------------- | ------------------- | ------------- | ---------- |
| 1.    | Yokohama Landmark Tower                       | 293,3 / 972         | 70            | 1993       |
| 2.    | Queen's Tower A                               | 171,8 / 564         | 36            | 1997       |
| 3.    | Bay Quarter                                   | 156,5 /513          | 31            | 2009       |
| 4.    | Mitsubishi Heavy Industries Yokohama Building | 151,9 / 498         | 33            | 1994       |
| 5.    | Nabule Yokohama Tower and Residence           | 150,0 / 492         | 41            | 2007       |
| 6.    | Shin Yokohama Prince Hotel                    | 149,4 /490          | 42            | 1992       |
| 7-7.  | The Yokohama Towers (West Tower)              | 143,6 /472          | 41            | 2001       |
| 7-8.  | The Yokohama Towers (East Tower)              | 143,6 /472          | 41            | 2003       |
| 9.    | Yokohama Grand Inter-Continental Hotel        | 140,2 / 459         | 31            | 1991       |
| 10.   | Queen's Tower B                               | 138,0 / 358         | 28            | 1997       |

## Pozostałe budynki powyżej 100 metrów wysokości

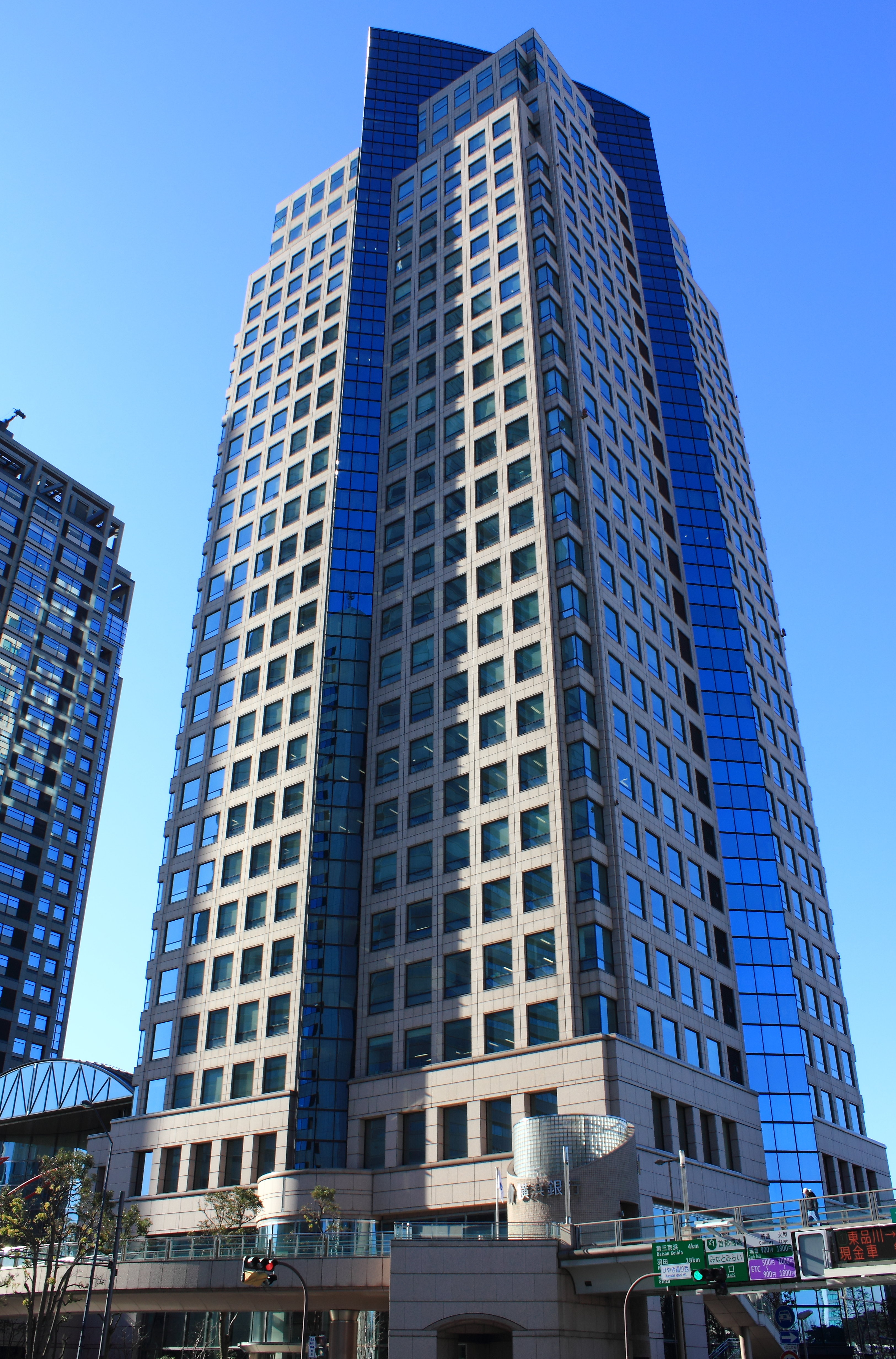
Bank of Yokohama Headquarters

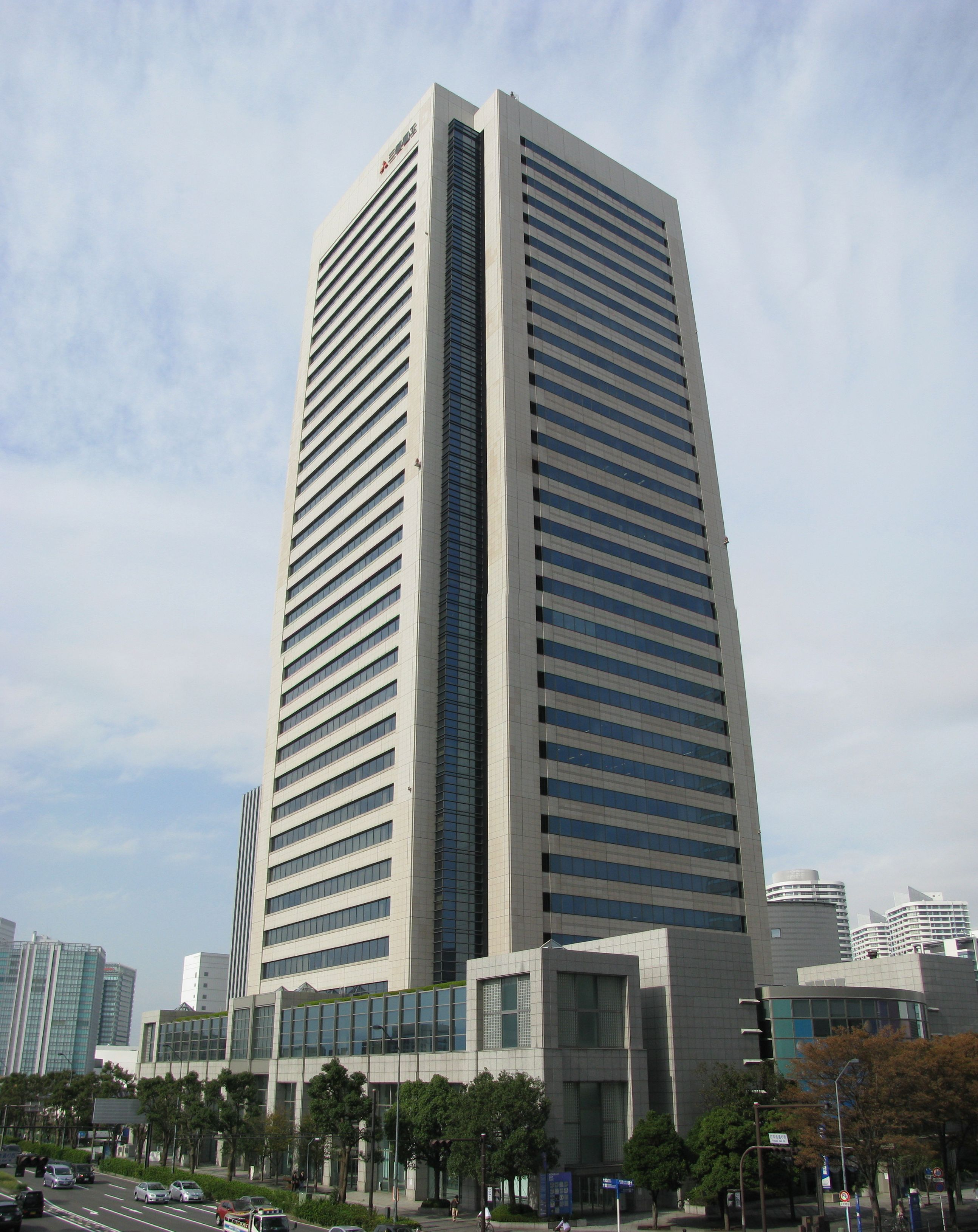
Mitsubishi Heavy Industries Yokohama Building

| Rank.  | Nazwa                                 | Wysokość (m) | Piętra | Rok  |
| ------ | ------------------------------------- | ------------ | ------ | ---- |
| 11.    | Nisseki Yokohama Building             | 133,0        | 30     | 1997 |
| 12.    | Yokohama Sky Building                 | 132,0        | 29     | 1996 |
| 13.    | Orto Yokohama View Tower              | 120,0        | 40     | 2000 |
| 13-14. | Yokohama I-Land Tower                 | 120,0        | 27     | 2002 |
| 15.    | Le Parc Ciel                          | 115,0        | 32     | 2002 |
| 15-16. | Yokohama Bay Sheraton Hotel & Towers  | 115,0        | 27     | 1998 |
| 17.    | Yumeooka Office Tower                 | 113,0        | 26     | 1997 |
| 18.    | Be TOWER                              | 110,0        | 32     | 2004 |
| 19.    | Queen's Tower C                       | 109,0        | 21     | 1996 |
| 20.    | Yokohama Tenri Building               | 106,65       | 27     | 1973 |
| 21-21. | FUJISOFT ABC Sakuragicho Building     | 105,0        | 22     | 2003 |
| 21-22. | Pan Pacific Hotel Yokohama            | 105,0        | 22     | 1997 |
| 21-23. | Yokohama Media Tower                  | 105,0        | 22     | 1999 |
| 24-24. | Yokohama Scenery Tower                | 100,0        | 30     | 2003 |
| 24-25. | Techno-Tower                          | 100,0        | 22     | NN   |
| 24-26. | Yokohama Helios Tower                 | 100,0        | 30     | 2003 |
| 24-27. | M.M. TOWERS East                      | 100,0        | 30     | 2003 |
| 24-28. | M.M. TOWERS South                     | 100,0        | 30     | 2003 |
| 24-29. | M.M. TOWERS West                      | 100,0        | 30     | 2003 |
| 24-30. | Yokohama Sakuragicho Washington Hotel | 100,0        | 25     | 2000 |